# Johann Ehrenreich Fichtel
Johann Ehrenreich von Fichtel (* 29. September 1732 in Preßburg; † 4. Februar 1795) war ein österreichischer Beamter und Mineraloge.

## Leben
Fichtel begann seine Studien in Preßburg. Bereits als 17-Jähriger betrieb er juristische Studien und erhielt bald eine Anstellung in Siebenbürgen, später an der Hofrechenkammer in Wien. Ab 1768 hatte er zum zweiten Mal als Buchhalter bei der königlichen Kammer in Siebenbürgen eine Anstellung. Im Jahr 1778 war er Rat in Hermannstadt und im Jahr 1785 Direktor der Mautregie in Wien. Sein letzter Arbeitsplatz war bis zum Ableben im Jahr 1795 die Ratsanstellung in Siebenbürgen.

## Werke
- Beitrag zur Mineralgeschichte von Siebenbürgen, 2 Bände, Nürnberg I780.
- Mineralogische Bemerkungen von den Karpaten, 2 Bände, Wien 1791.
- Mineralogische Aufsätze, Wien 1794.